# Roman Vorobyov
Bản mẫu:Eastern Slavic name
Roman Konstantinovich Vorobyov (tiếng Nga: Роман Константинович Воробьёв; sinh ngày 24 tháng 3 năm 1984) là một tiền vệ bóng đá thi đấu cho F.K. Orenburg. Anh từng thi đấu cho F.K. Saturn Moskva Oblast, F.K. Khimki, F.K. Zenit Sankt Peterburg, F.K. Amkar Perm, FC Metallurg-Kuzbass Novokuznetsk và FC Fakel Voronezh.